# Honduras en los Juegos Olímpicos de Atlanta 1996
Honduras estuvo representado en los Juegos Olímpicos de Atlanta 1996 por siete deportistas, cuatro hombres y tres mujeres, que compitieron en cuatro deportes.
El portador de la bandera en la ceremonia de apertura fue el boxeador Darwin Angeles. El equipo olímpico hondureño no obtuvo ninguna medalla en estos Juegos.